# Fundación World Wide Web
La Fundación World Wide Web, también conocida como la Fundación Web, fue una fundación sin fines de lucro estadounidense, abogando por una web libre y abierta a todos. Fue fundada por Tim Berners-Lee, fundador de la World Wide Web, y Rosemarie Leith.
Fue anunciada en septiembre de 2008 en Washington, y comenzó a operar en noviembre de 2009 en el Foro para la Gobernanza de Internet.
La fundación anunció el cese de su actividad el 27 de septiembre de 2024 en una carta abierta publicada en su web.